# Kalkanlı, Yayladere
Kalkanlı là một xã thuộc huyện Yayladere, tỉnh Bingöl, Thổ Nhĩ Kỳ. Dân số thời điểm năm 2010 là 100 người.